# Майка (роман)
„Майка“ е роман, написан от Максим Горки през 1906 г. със сюжет из живота на революционни фабрични работници. Публикуван е за първи път на английски в списание Appleton's Magazine през 1906 г., след това на руски през 1907 г.
Въпреки че Горки е силно критичен към романа си, произведението е преведено на много езици и служи за основа на редица филми. Германският драматург Бертолт Брехт и неговите сътрудници базират своята пиеса от 1932 г. „Майката“ върху този роман. Съвременните критици го смятат за вероятно най-малко успешния от романите на Горки, но го наричат най-важния роман на Горки, написан преди 1917 г.